# Calamonastides gracilirostris
Chloropeta gracilirostris е вид пойна африканска птица от разред Врабчоподобни.

## Разпространение
Птицата обитава заблатени местности. Среща се в Субсахарска Африка в страните Бурунди, ДР Конго, Кения, Руанда, Танзания, Уганда и Замбия. Видът е застрашен от изчезване поради загуба на местообитания и замърсяване на средата, в която живее.

## Подвидове
- Calamonastides gracilirostris gracilirostris (Ogilvie-Grant, 1906)
- Calamonastides gracilirostris bensoni (Amadon, 1954)